# Denver Nuggets 1998-1999
La stagione 1998-99 dei Denver Nuggets fu la 23ª nella NBA per la franchigia.
I Denver Nuggets arrivarono sesti nella Midwest Division della Western Conference con un record di 14-36, non qualificandosi per i play-off.

## Roster
| N° | Naz.                   | Ruolo | Sportivo         | Anno | Alt. | Peso |
| -- | ---------------------- | ----- | ---------------- | ---- | ---- | ---- |
| 3  | Stati Uniti (bandiera) | A     | Monty Williams   | 1971 | 203  | 102  |
| 4  | Stati Uniti (bandiera) | G     | Chauncey Billups | 1976 | 191  | 92   |
| 5  | Stati Uniti (bandiera) | G     | Tyson Wheeler    | 1975 | 178  | 75   |
| 7  | Stati Uniti (bandiera) | G     | Cory Alexander   | 1973 | 185  | 84   |
| 11 | Stati Uniti (bandiera) | GA    | Kelly McCarty    | 1975 | 201  | 91   |
| 13 | Stati Uniti (bandiera) | A     | Keon Clark       | 1975 | 211  | 100  |
| 14 | Stati Uniti (bandiera) | G     | Eric Washington  | 1974 | 193  | 86   |
| 15 | Stati Uniti (bandiera) | A     | Danny Fortson    | 1976 | 201  | 116  |
| 17 | Stati Uniti (bandiera) | A     | Johnny Taylor    | 1974 | 206  | 100  |
| 21 | Venezuela (bandiera)   | A     | Carl Herrera     | 1966 | 206  | 98   |
| 23 | Stati Uniti (bandiera) | G     | Bryant Stith     | 1970 | 196  | 94   |
| 24 | Stati Uniti (bandiera) | AC    | Antonio McDyess  | 1974 | 206  | 100  |
| 31 | Stati Uniti (bandiera) | G     | Nick Van Exel    | 1971 | 185  | 77   |
| 32 | Stati Uniti (bandiera) | A     | Eric Williams    | 1972 | 203  | 100  |
| 34 | Stati Uniti (bandiera) | C     | Loren Meyer      | 1972 | 208  | 117  |
| 45 | Stati Uniti (bandiera) | AC    | Raef LaFrentz    | 1976 | 211  | 109  |

## Staff tecnico
- Allenatore: Mike D'Antoni
- Vice-allenatori: Louie Dampier, Mike Evans, Kim Hughes, John Lucas